# Sparta (band)

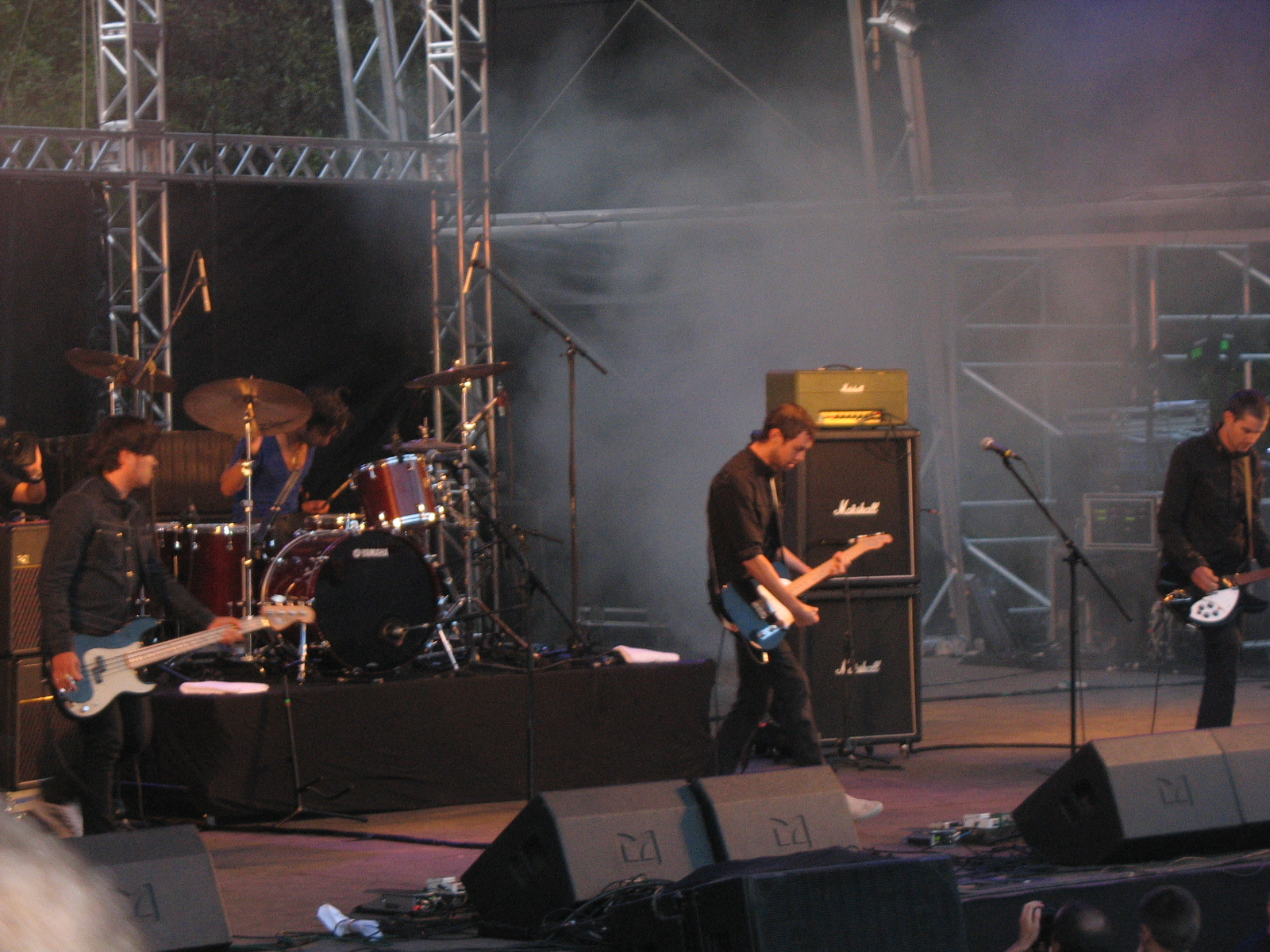
Sparta in 2007

Sparta is een Amerikaanse rockband uit El Paso in Texas.

## Geschiedenis
De band werd opgericht in 2001. Oprichters Jim Ward, Paul Hinojos en Tony Hajjar waren ex-leden van At the Drive-In.
Begin 2002 bracht de band met Austere hun eerste ep uit op Geffen Records. Deze ep kreeg matige recensies: de band had het nodige talent maar moest zijn eigen geluid nog weten te vinden. In augustus bracht de band dan zijn eerste album uit, getiteld Wiretap Scars. Hierna maakte de band een clubtournee voordat ze een aantal optredens openden voor Pearl Jam.
In mei 2003 overleed Jim Wards neef, Jeremy Ward. Jeremy speelde op hetzelfde moment in The Mars Volta en overleed aan een overdosis heroïne. Zijn dood had een enorme impact op Jim. Het tweede album van de band, Porcelain, kwam uit in augustus 2004 en werd positief onthaald.
In 2005 verliet gitarist Paul Hinojos de band en ging naar The Mars Volta. Keeley Davis, eerder bekend van Denali en Engine Down, verving hem. Threes kwam in maart 2006 uit. De band maakte eind 2006 een uitgebreide Amerikaanse en Canadese tournee.

## Bezetting

### Huidige bezetting
- Jim Ward - zanger-gitarist
- Keeley Davis - gitarist
- Matt Miller - bassist
- Tony Hajjar - drummer

### Voormalige bandleden
- Paul Hinojos - gitarist
- Erick Sanger - bassist

## Discografie

### Albums
- Wiretap Scars - 2002
- Porcelain - 2004
- Threes - 2006

### Ep's
- Austere - 2002